# Sarah Jamie Lewis
 Sarah Jamie Lewis es un investigadora de anonimato y privacidad con investigaciones publicadas en los campos de la desanonimización y el voto electrónico.

## Carrera
En 2019, Lewis, en colaboración con investigadores de la Universidad de Melbourne y la Universidad Católica de Lovaina, publicó detalles sobre vulnerabilidades críticas que afectan a los sistemas de voto electrónico en Australia y en Suiza.
Sarah también ha investigado los protocolos de privacidad (o la falta de ellos) de los juguetes sexuales, como los teledildonics, siendo citada en investigaciones académicas sobre su seguridad.Ha sostenido Ha sostenido que falta un marco legal en el campo de los consoladores .onion, y afirma que «actualmente estamos entrando a toda velocidad en este mundo de juguetes sexuales conectados y tecnología sexual conectada sin tener en cuenta lo que significa el consentimiento, la privacidad o la seguridad en ese contexto». ...» y recomendando “cibersexo 100% encriptado entre iguales a través de servicios ocultos de Tor”. En términos más generales, debido al entorno litigioso en el que operan los investigadores de seguridad informática, ha optado por construir sistemas seguros a medida en lugar de arreglar sistemas rotos.
En 2017, Lewis editó una colección de ensayos titulada Queer Privacy, centrada en los efectos de la tecnología en las comunidades marginadas.

## Vida personal
Lewis se ha descrito a sí misma como «lesbiana vegana, anarquista queer» y vive en Vancouver, Canadá.